# Gela (motorfiets)
Gela is de naam van een Nederlandse wegrace-motorfiets.
De Gela (of Gela-Yamaha) was een 125cc-wegracer die in 1975 werd gebouwd door Wim van der Gevel. Het motorblok kwam oorspronkelijk van een luchtgekoelde Yamaha AS 1, maar was door van der Gevel voorzien van roterende inlaten, maar ook nog van de normale carburateurs, zodat de beide cilinders door vier carburateurs gevoed werden. Hij voorzag het geheel ook van een droge koppeling. Op die manier kon het verouderde motorblokje zich in het seizoen 1976 redelijk meten met productieracers in de 125cc-klasse.